# Finntjärnen (Sunnemo socken, Värmland)
Finntjärnen är en sjö i Hagfors kommun i Värmland och ingår i Göta älvs huvudavrinningsområde.